# Trichosalpinx dirhamphis
Trichosalpinx dirhamphis là một loài thực vật có hoa trong họ Lan. Loài này được (Luer) Luer miêu tả khoa học đầu tiên năm 1983.